# دیو
دیو (به انگلیسی: Div)، در کاربرد امروزی آن، موجود خیالی و افسانه‌ای و اسطوره‌ای است که هیکلی شبیه انسان ولی بسیار تنومند و مهیب دارد. دیو دارای شاخ و دُم پنداشته می‌شود، گرچه در گذشتهٔ بسیار دور معنا و کاربرد سراسر جداگانه‌ای داشته‌است.
واژهٔ دیو ریشه در واژهٔ کهنِ دَئِوَ دارد اما معنی آن در فارسی نو متضاد معنی کهنِ آن است.

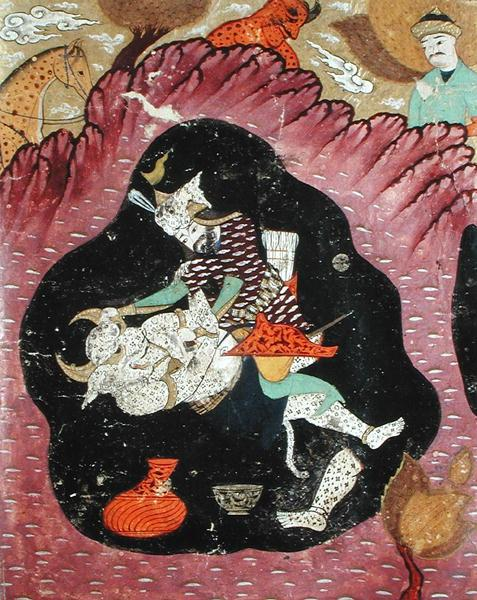
جدال رستم و دیوسپید

## ریشهٔ واژه
واژهٔ «دیو» ریشه در واژهٔ کهن دئو به اوستایی (-daēuua) و به پارسی باستان (-daiva) دارد. دیوها خدایان هندواروپایی بودند که پس از جدا شدن ایرانیان، نزد آنها اهریمن شناخته شدند و از دایرهٔ خدایان خارج شدند. شرح دیوان در ادبیات حماسی فارسی در ادبیات بعدی و ژانرهای دیگر بازتاب دارد. به‌جز نمونه‌ای استعاری که فردوسی از واژهٔ دیو برای «انسان‌های شرور» استفاده می‌کند؛ دیوان به‌طور کلی موجوداتی کاملاً مستقل و متفاوت از انسان به تصویر کشیده می‌شوند. حماسه‌ها از سرزمین‌هایی که دیوانی چون ارژنگ دیو و دیو سپید در آن سکونت دارند، حکایت دارند؛ که مهم‌ترین آنها در شاهنامه، مازندران نامیده می‌شود.

## دیوان در شاهنامه

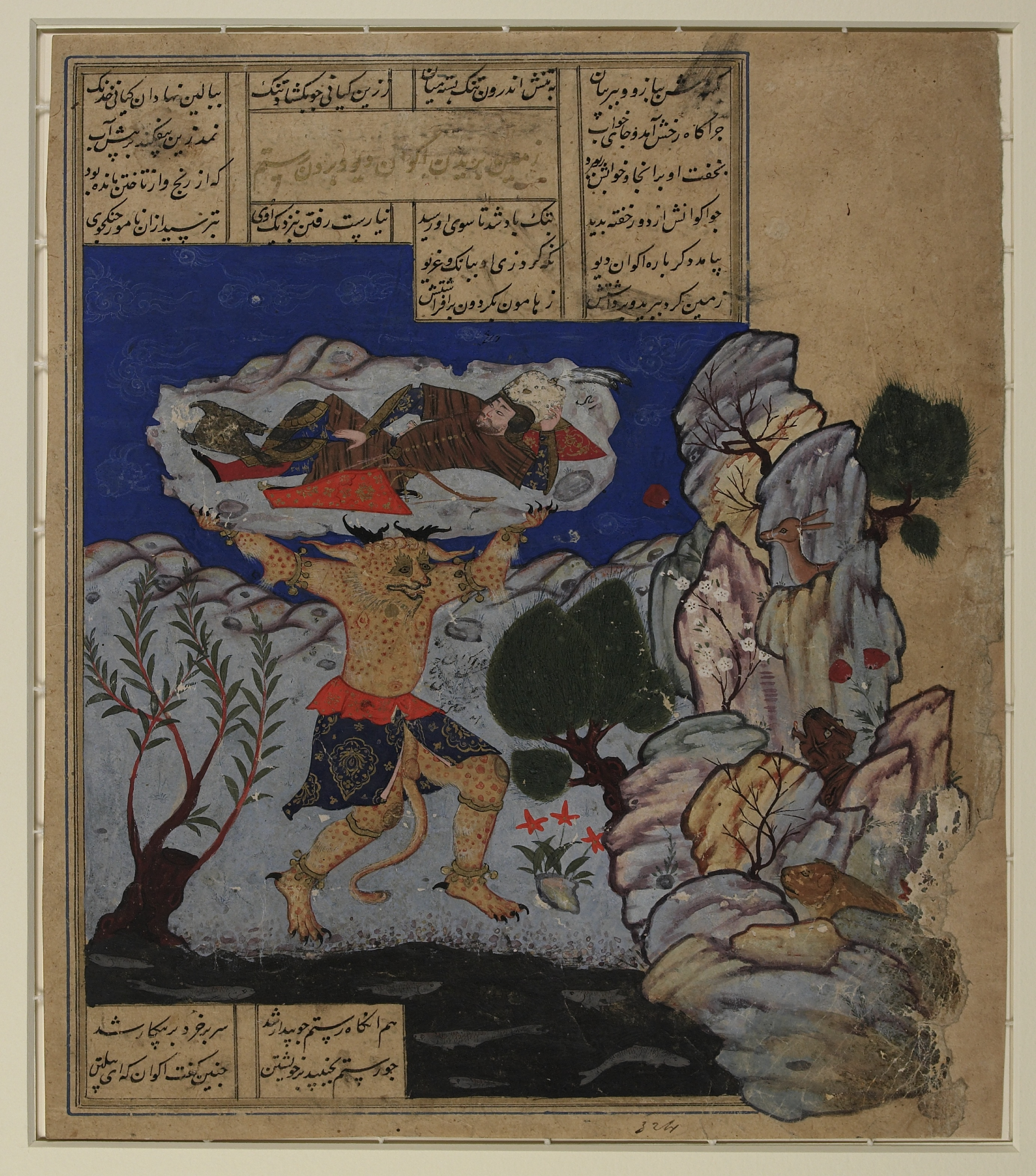
اکوان دیو رستم را به دریا می‌اندازد

این بیت از کتاب شاهنامه در داستان اکوان دیو اشاره به خلق‌وخو و رفتارهای دیوگونه دارد و نشان آنکه شاهنامه تنها کتابی که افسانه در آن نیست، بلکه کتابی است تاریخی و اسطوره‌ای که به اخلاقیات و مردم‌داری بارها بها داده‌ است.
| تو مر دیو را مردم بد شناس |  | کسی کو ندارد ز یزدان سپاس |
| هرآن‌کو گذشت از رهِ مردمی   |  | ز دیوان شمر، مشْمر از آدمی |

## پیدایش دیوان در فرهنگ مزدیسنا
در اسطورهٔ آفرینش آمده‌است پس از آنکه اهورامزدا دست به آفرینش جهان مینوی و مادی زد و امشاسپندان و ایزدان و فروهرها پدید آمدند، اهریمن هم بیکار ننشست و دست به آفرینش جهان بدی زد و در برابر امشاسپندان، کماریکان و در برابر ایزدان، دیوان را پدیدآورد. به‌این‌ترتیب در برابر هر ایزدی دیوی به کار گمارده شد. تعداد و شمار دیوان را مانند ایزدان بسیار می‌نویسند. آنچه از نوشته‌های اوستایی و پهلوی برمی‌آید ، تعدادی از آنان معروف و وظیفهٔ آنان نیز معلوم است و برخی از آنان مانند ایزدان گمنام هستند.

## نام و وظائف دیوها
بنابر نوشته‌های اوستائی و پهلوی نام و وظائف تعدادی از دیوان چنین است:
| نام دیو      | نام مشابه         | توضیح | اوستایی            | پارسی میانه |  |
| ------------ | ----------------- | --- | ------------------ | ----------- |  |
| آشموغ        |                   | نام دیوی فریب‌کار و دروغگو که دو به‌هم‌زنی و سخن‌چینی و بدگویی |                    |             |  |
| اپوش         |                   | دیو خشکسالی و با اسپخروش دیو با ایزدان باران‌ساز (از جمله تیشتر) جنگ می‌کند. | apaoša             | apōš        |  |
| ایشوش هواثخت |                   | از دیوهای مرگ آفرین | Ishvash Havasakhto |             |  |
|              |                   | |                    |             |  |
| استوئیدات    | دیو مرگ           | جان را بستاند. |                    |             |  |
| اسروشتی      |                   | دیو ناشنوائی و نافرمانبرداری است. |                    |             |  |
| اشکهانی      | اشگهانیه یا اژگهن | دیو تنبلی است. |                    |             |  |
| اَکه‌تَش        |                   | دیو انکار است. | -akataš            | akataš      |  |
| اَکومَن        | اَکه‌مَنه            | دیو اندیشه بد و برگزیده دیوان است. | -akōman            | -aka.manah  |  |
| بوتی         |                   | دیو بت‌پرستی است. |                    |             |  |
| بوشاسب       | بوشایست           | دیو خواب سنگین است و مانع از بیداری هنگام سپیده دم می‌شود. | -būšyastâ          | būšâsp      |  |
| پئری‌مئتی     |                   | دیو بدمنشی و تکبر است. |                    |             |  |
| پس دیو       |                   | مردمان را از انجام کار بازمی‌دارد. |                    |             |  |
| پوش دیو      |                   | دیوی است که انبار می‌کند نه خود به کار می‌برد و نه به دیگران می‌دهد. |                    |             |  |
| پینیه        |                   | دیو خست است. |                    |             |  |
| ترومئتی      |                   | دیو نخوت و غرور است. |                    |             |  |
| تب دیو       |                   | فهم مردمان را پراکنده می‌کند. |                    |             |  |
| جهی          |                   | دیو ماده شهوت‌انگیز، پناه دهندهٔ گناهکاران است. |                    |             |  |
| چشمک         |                   | دیو زمین‌لرزه و آورندهٔ گردباد است. |                    |             |  |
| خشم          |                   | برهم زنندهٔ آسایش آفریدگان اهورامزداست. |                    |             |  |
| دروگ‌دیو      | دروج، دروغ        | دیو دروغ و تباه‌کنندهٔ جهان راستی است. | druj-              |             |  |
| دریوی        |                   | دیو گدائی و دریوزگی است. |                    |             |  |
| دیر          |                   | دیو پس‌انداختن کار مردمان است. |                    |             |  |
| رشک          |                   | دیو کین‌توزی و بدخواهی است. |                    |             |  |
| زرمان        |                   | دیو پیری است. |                    |             |  |
| ساوول        |                   | دیو گسترش پادشاهی بد و ستم و بیداد و آشوب در زمین است. | sâwul              | -saurva     |  |
| سپزگ         |                   | دیو سخن‌چینی است. |                    |             |  |
| سهم          |                   | دیو ترس و نهیب است. |                    |             |  |
| سیچ          | سیژ               | دیو نابودی است. |                    |             |  |
| گوزهر        | گوچهر             | مخالف ماه است. |                    |             |  |
| مرشئون       |                   | دیو فراموشی است. |                    |             |  |
| ناگهیس       |                   | ناگهیس از دیوهای کماله و از آفریدگان اهریمن می‌باشد دیوی که نماد وسوسه و کج اندیشی و گسترش دهنده بی‌دینی است دیو نافرمانی، ناخشنودی و بهتان است وقتی بدی به مردم می‌رسد آنان را وامی‌دارد تا ناسپاسی یزدان کنند و نصیحت نپذیرند. | nâghēs             | nânghaisya  |  |
| ننک          |                   | دیو ننگ است. |                    |             |  |
| نسو          | دروج نسو          | دیوی است که بر تنِ مرده می‌تازد و آن را ناپاک می‌کند. |                    |             |  |
| وای‌بد        |                   | دیو مرگ است. |                    |             |  |
| ورون         |                   | دیو شهوت است. |                    |             |  |

## دیو در تحقیقات ایرانی
پرویز براتی در کتاب دیونامه دربارهٔ حیات دیوان در ایران می‌نویسد: هیولاهای خیالی و شبح‌گون، ازجمله دیو، که در الهیات پیشااسلامی، نمایندگان یک دیگری تهدیدآمیز بودند، در دورهٔ اسلامی در هیبتی تازه ظاهر و به پای ثابت روایت‌های ادبی دورهٔ اسلامی و فرهنگ عامهٔ مردم ایران تبدیل شدند. می‌توان گفت ادب دورهٔ اسلامی و فرهنگ عامهٔ مردم ایران دیو و پری و اژدها را صاحب پرسونای تازه‌ای کرد. تفاوت چهرهٔ این موجودات وهمی، قبل و بعد از اسلام، در تفسیری که از این موجودات وهمی می‌کنند نهفته شده‌است. این تفسیر، پیش از اسلام جنبه‌های ایدئولوژیک و سیاسی داشت، اما پس از اسلام تمایل به زیبایی‌شناسانه کردن آن بر وجه ایدئولوژیک و سیاسی آنها برتری یافت.